# Pic de Barbeguer
El Pic de Barbeguer és una muntanya de 2.482 metres que es troba entre els municipis d'Alt Àneu, a la comarca del Pallars Sobirà i l'Arieja a França.